# Kvarteret Vaktposten

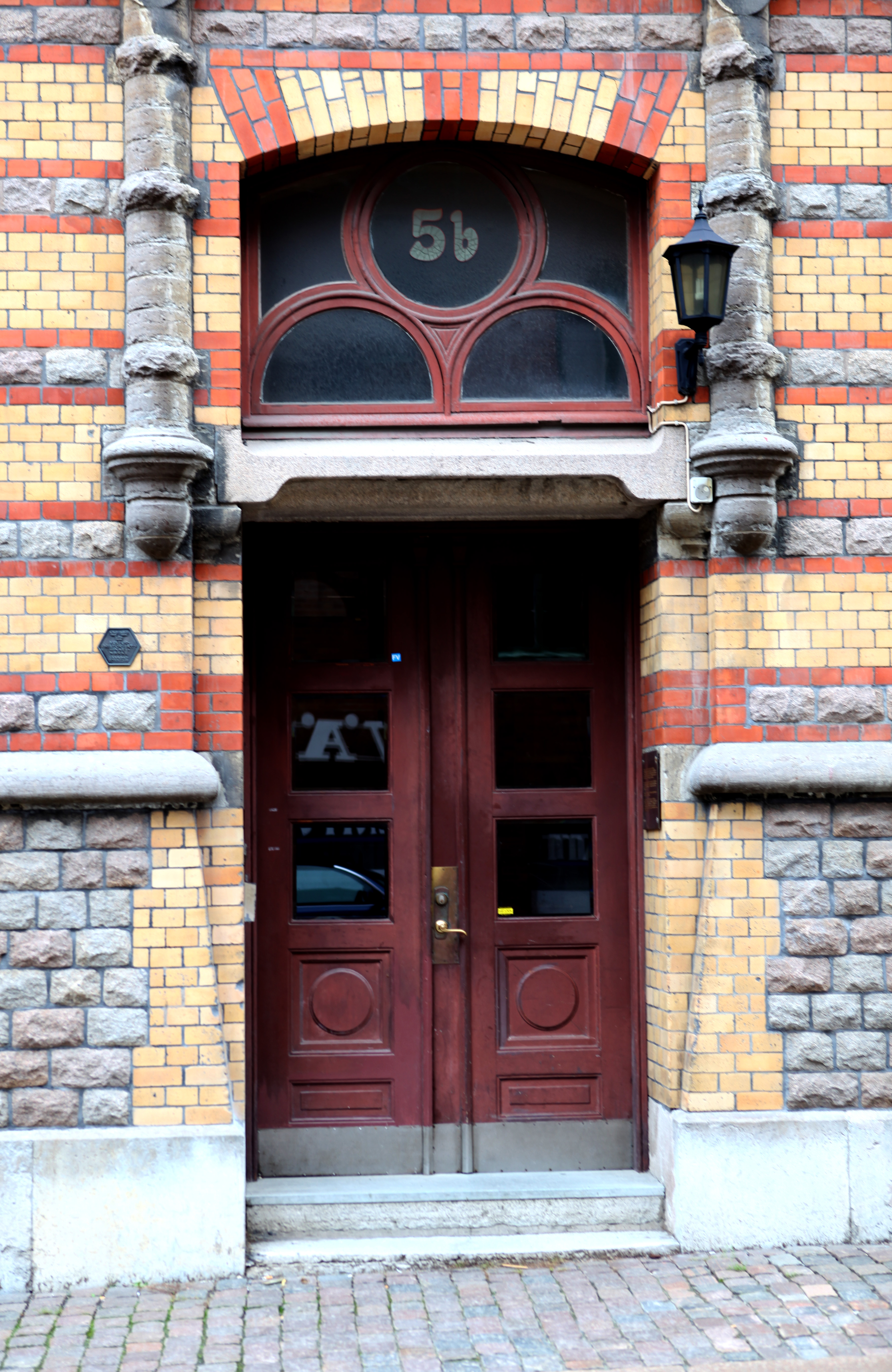
Porten till Majorsgatan 5 B.

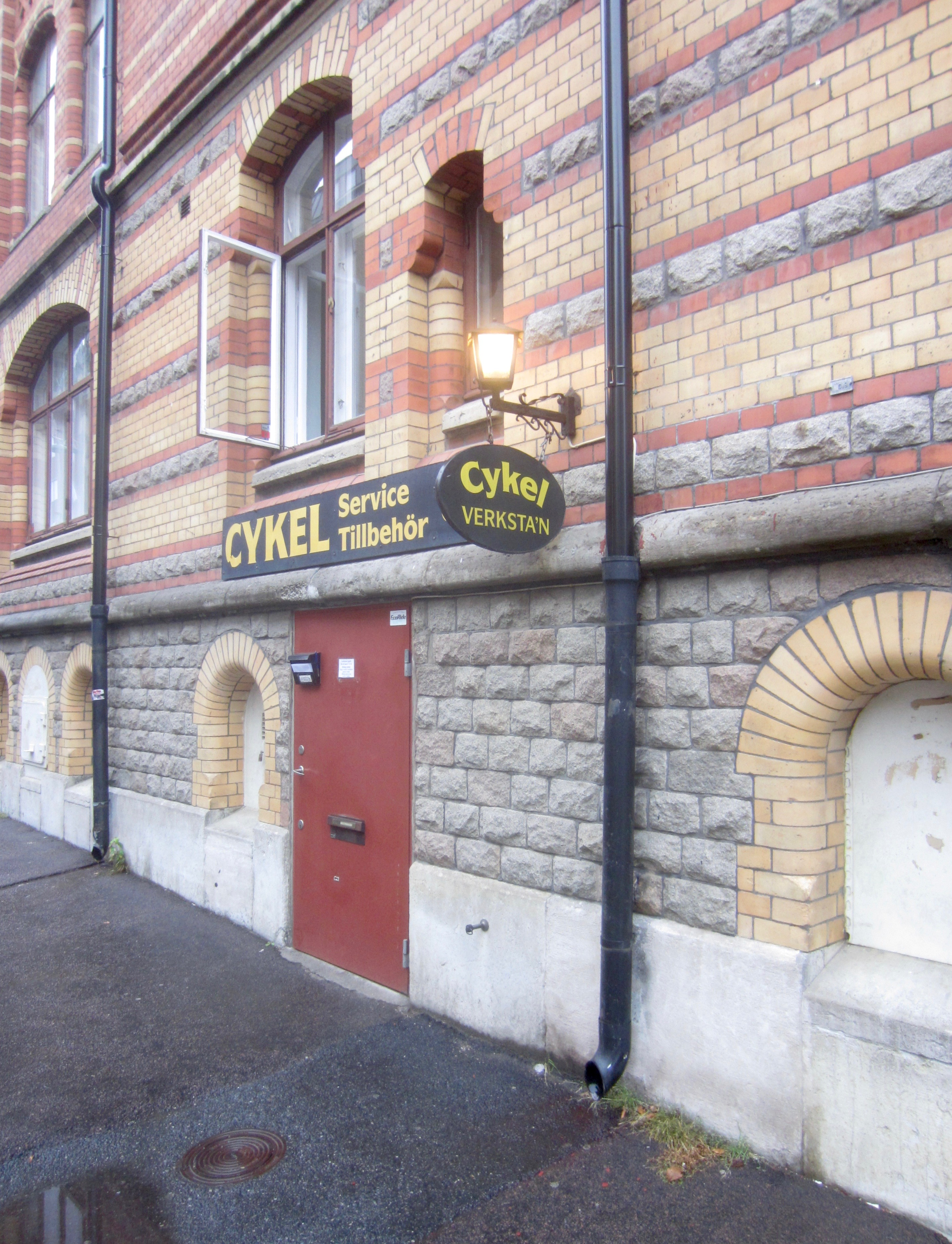
Cykelverkstaden på Sveagatan 10.

Kvarteret Vaktposten med adresserna Majorsgatan 5 A-B och Sveagatan 10 ligger i stadsdelen Kommendantsängen i Göteborg. "Statens Järnvägars Änke- och Pupillkassa", järnvägstjänstemännens egen pensionsinrättning, köpte tomten år 1899. Kassan lät uppföra ett fyravåningshus på tomten 8 i kvarteret Vaktposten. Huset började byggas år 1899 och stod klart 1901. Bostadsrättsföreningen Stinsen äger huset sedan 1984. Det blev byggnadsminne den 10 januari 2005.
Byggnaden i det nordöstra hörnet av korsningen Sveagatan-Majorsgatan ritades av göteborgsarkitekten Hans Hedlund, som redan innan skapat flera märkesbyggnader i Göteborg, exempelvis: 
- Schillerska gymnasiet, byggt 1886–87
- Saluhallen, byggt 1888, byggnadsminne 1985
- Tomtehuset. byggt 1890, byggnadsminne 1982

## Beskrivning av huset
Exteriören mot gatan fick en mycket omsorgsfull utformning med gedigna material som tegel och natursten. Fasaderna mönstermurades och i takvåningen på båda sidor om det avrundade hörnet placerades gavelpartier med schackrutsmönster. Entréerna framhävdes genom överdelar av skulpterad natursten. Exteriören och även interiören är ovanligt välbevarad. Byggnaden har ett socialhistoriskt värde.
Bostadsrättsföreningen Stinsen äger huset sedan 1984. Föreningen bildades året innan av de boende i huset.  Man köpte fastigheten Kommendantsängen 3:8 av SJ-personalens Pensionsfond. Antalet bostäder uppgår till 30 och alla är upplåtna med bostadsrätt. Av lägenheterna är 29 om ett rum och kök och en om två rum och kök. I fastigheten finns det även en lokal, som hyrs ut till en cykelverkstad.
Huset har aldrig genomgått någon stor spekulationsrenovering − istället har det genom åren moderniserats varsamt. År 1918 lade man om gasbelysningen till elektricitet och 1938 fick alla husets lägenheter WC. Gasspisarna i köken finns kvar, då huset fortfarande har kvar stadsgas. Efter hand har det byggts duschar, med olika individuella lösningar, för varje lägenhet.
I källaren finns den gamla badstugan bevarad från tiden då det inte fanns bad/dusch i lägenheterna. Föreningen har en gemensam tvättstuga belägen i källaren. I källaren finns även ett hobbyrum med diverse verktyg och maskiner. I källaren finns ett övernattningsrum, som kan hyras av föreningens medlemmar när de har gäster. Från trapphusen når man stora, gemensamma balkonger i gårdsläge. Föreningen har en kullerstensbelagd innergård med utemöbler, grill, cykelställ, fontän och grönska.

## Hus för järnvägstjänstemän
"Statens Järnvägars Änke- och Pupillkassa", järnvägstjänstemännens egen pensionsinrättning, bildades 1872 och försåg med tiden också de anställda med bostäder. Kassan hade 1923 byggt 29 bostadsfastigheter spridda över landet från Malmö till Luleå. I bland annat Malmö, Jönköping och Göteborg gav fasaderna uttryck för en strävan efter praktisk saklighet genom arkitektonisk utformning i varierande tegelstilar. En av kassans byggnader i Göteborg ritades av J.A. Westerberg – Västgötagatan 1-11 i Heden år 1888. Andra byggnader ritades av Hans Hedlund: Majorsgatan 5 i Kommendantsängen och Prästgatan 4 i Olskroken, båda år 1899. Dessa två tillhör liksom Hedlunds motsvarande hus i Jönköping de särskilt uppmärksammade i denna kategori av bostadshus.
De två tomter i Göteborg, som kassan förvärvade år 1899, båda hörntomter som bebyggdes med stora fyravåningshus innehållande smålägenheter, var belägna i olika delar av staden. Olskroken intill Västra stambanan och stadens östra utfartsväg var en nästan helt utbyggd arbetarstadsdel med landshövdingehus. Här låg tomten öster om Skansen Lejonet. Kommendantsängen, som låg söder om och nedanför Skansen Kronan var ännu i början av sin utbyggnad enligt stadsplanen från 1894. Här låg mark, som staten tidigare reserverat.

## Huset blir byggnadsminne
Fråga om byggnadsminnesförklaring väcktes första gången 1995 av bostadsrättsföreningen Stinsen och därefter 2003. Ett reviderat förslag till skyddsbestämmelser godkändes då av bostadsrättsföreningen. Sedan i januari 2005 är huset byggnadsminnesförklarat. Detta innebär att huset har särskilt skydd och att man därmed inte kan bygga om i och utanför lägenheterna hur som helst. Skyddet innebär dessutom att föreningen kan få bidrag för så kallade antikvariska överkostnader i samband med renovering.
År 1995 tilldelades Brf Stinsen Göteborgs hembygdsförbunds byggnadsvårdspris.